# إزيميليد
إزيميليد Azimilide من أدوية الجهاز القلبي الوعائي.

## الزمرة الدوائية
حاجبات قنوات البوتاسيوم، (المجموعة الثالثة class III).

## الوصف
لا ينتمي هذا المركب لمجموعة الميثان سلفوناميد (الشائعة في المجموعة الثالثة)، مما ساعده على حجب أقنية متعددة.

## الاستعمال
مضاد اضطراب نظم القلب ، وتأثيره جيد.